# بنگاه کاریابی
بنگاه کاریابی (انگلیسی: Employment agency) یا آژانس کاریابی از مفاهیم مدیریت منابع انسانی است و به سازمان یا شرکتی اطلاق می‌شود، که کارفرمایان را به کارکنان متصل می‌کند. در تمامی کشورهای توسعه یافته، آژانس‌های کاریابی وظیفه استخدام و جذب کارکنان مورد نیاز شرکت‌ها را در مقیاس بزرگ و کوچک برعهده دارند.